# ニコラス・ボバディリャ

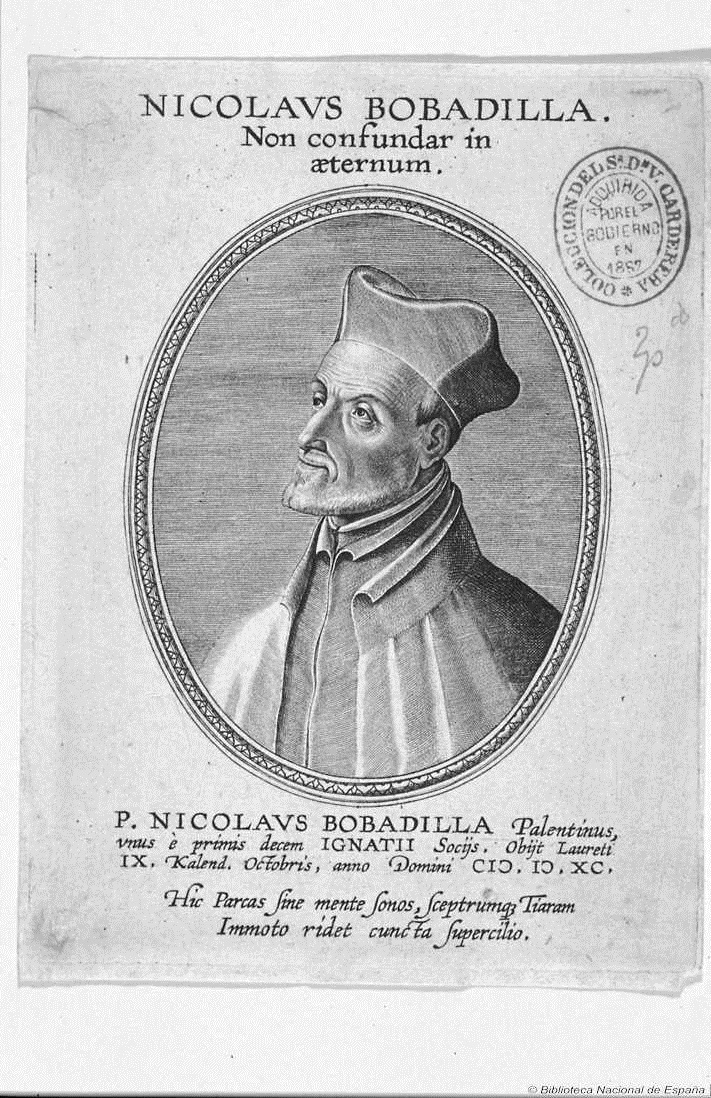
ニコラス・ボバディリャ

ニコラス・ボバディリャ（西：Nicholas Bobadilla, 1507年/1511年 - 1590年9月23日）は、16世紀スペインのカトリック司祭・神学者・聖職者。イエズス会創立者の1人。姓はボバジリャとも。

## 生涯
スペイン・ボバディリャ出身。バリャドリッド大学で哲学・神学を修め、パリ大学在学中の1534年にイグナチオ・デ・ロヨラと出会う。同年8月15日にロヨラ、ディエゴ・ライネス、フランシスコ・ザビエル、ピエール・ファーヴル、アルフォンソ・サルメロン、シモン・ロドリゲスと共にモンマルトルの丘に登り7人で誓願を立て、イエズス会創立者の1人となった。
翌1535年に病気のためロヨラが一時離脱すると、指導代行のファーヴルについて勉強を続け、1536年11月に修士号を取得してパリを旅立ち、1537年1月にヴェネツィアでロヨラと再会した。それからローマへ行き、ローマ教皇パウルス3世から祝福を授けられ、ヴェネツィアへ戻り6月24日に司祭に叙階された。
ヴェネツィアでは今後の方針を話し合い、誓願を立てた聖地エルサレム巡礼が不可能になったため、北イタリアでそれぞれグループに分かれて説教活動することになり、ザビエルと共にボローニャへ行き貧民救済と布教に尽くした。1539年にはパウルス3世の命令でガエータ・ナポリ・ビジニャーノへと派遣され説教師として活動、翌1540年にはポルトガル王ジョアン3世の宣教師派遣要請に応じたロヨラにより、ロドリゲスと共にインドのゴアへ派遣される宣教師に選ばれたが、直前に重病に倒れたためザビエルが代わりに派遣された（ロドリゲスもジョアン3世の求めでポルトガルに留められ、ザビエルは単独でゴアへ向かった）。
アジアへ行けなかったがドイツ（神聖ローマ帝国）へ赴任、1546年にスペイン王兼神聖ローマ皇帝カール5世の軍隊付牧師となり、帝国議会で宗教改革を巡る論争に参加したが、1548年のアウクスブルク仮信条協定に反対したためカール5世に追放されイタリアへ戻った。イタリアでも問題を起こし、1556年にイエズス会初代総長になっていたロヨラの死後、後継者問題で不安定だったイエズス会へ権限の委譲を要求したり、会憲を批判する陳情書を教皇パウルス4世へ送ったりして混乱を助長させた。この主張はヘロニモ・ナダールに反論され、教皇から裁量を委ねられたアントニオ・ギスリエーリ枢機卿（後の教皇ピウス5世）に説得され要求を断念、1558年に召集された総会でライネスが第2代総長に選出された。以後は1590年にロレートで亡くなるまで説教と霊的指導に尽力した。